# سينما هولندا
السينما الهولندية تشير إلى صناعة السينما في هولندا. ولأن صناعة السينما الهولندية صغيرة نسبياً، وهناك مساحة قليلة في السوق الدولي للأفلام الهولندية فإن جميع الأفلام تقريباً تعتمد على التمويل الحكومي، [بحاجة لمصدر] ويمكن تحقيق ذلك التمويل من خلال مصادر عدة، على سبيل المثال من خلال صندوق هولندا السينمائي أو شبكات البث العامة. وفي السنوات الأخيرة أنشأت الحكومة الهولندية عدة ملاجئ ضريبية للاستثمارات الخاصة في الأفلام الهولندية.